# エアシェイディ
エアシェイディ (Air Shady) とは、日本の競走馬である。馬名の由来は冠名の「エア」とアメリカ合衆国のヒップホップMCであるエミネムの愛称の「スリム・シェイディ（Slim Shady）」の「シェイディ」から（ちなみにエアエミネムという名の馬もいる）。
妹にエアメサイア、叔父にはエアシャカールがいる。

## 戦績
2003年11月1日、デビュー戦となった東京競馬場での2歳新馬戦（芝1600m）ではオリビエ・ペリエが騎乗し2番人気に支持され2着だった。2戦目の2歳未勝利戦で初勝利を挙げ、次走のホープフルステークスも勝利し2連勝で2歳を終えた。
2004年、クラシックを前に骨折し春のシーズンを棒に振ることになった。復帰戦となった第58回セントライト記念は後藤浩輝が騎乗し4番人気に支持されるも、6着に終わった。その後テレビ静岡賞（1600万下）を勝利し第49回京阪杯では3番人気で3着となった。
2005年、第46回アメリカジョッキークラブカップで2着となり、第79回中山記念では1番人気に支持されるも重賞制覇とはならなかった。次走はエイプリルステークスに出走予定だったが調教中に骨折しそのまま療養することとなった。
2006年、復帰戦となった白富士ステークスでは馬体重＋14kgで4番人気だったがレースに勝利した。中京記念では1番人気に支持されるも3着となるが福島テレビオープンでは1番人気に応え勝利した。その後重賞を3走し2着2回と勝ちきれなかったが、キャピタルステークスでは1番人気に応え勝利した。
2007年、年明け2戦重賞に挑戦も連続2着と勝ち切れなかった。続く第38回読売マイラーズカップでも1番人気に支持されるも、2着どころか関西への遠征で調子を崩したこともあり11着と惨敗の結果に終わった。さらに、続く安田記念では、今まで連を外したことのなかった得意の東京コースで初めて2着を下回ったどころか、16着と大敗した。秋の初戦は富士ステークスに出走。最後方からの追い込み届かず4着に敗れた。秋の2戦目はキャピタルステークスに出走、連覇を目指したが、惜しくも2着に終わる。
2008年は、中山金杯に出走。直線でアドマイヤフジを捕らえきれず2着。その後のアメリカジョッキークラブカップでは直線で鋭く伸びて勝利し、挑戦15回目にして初の重賞制覇となった。続く中山記念では、直線で前を捉えきれず、3着だった。続く安田記念では4着、春最終戦の宝塚記念では7着に終わった。
秋初戦のオールカマーでは5着。そして迎えた大一番、天皇賞（秋）では5着だった。次の有馬記念では10番人気と低評価だったが、3着にはいった。なおこのレースでは勝ち馬であるダイワスカーレットは1番人気であったが、2着には最低人気のアドマイヤモナークが入り、3連単98万馬券と前年のレースに続いて波乱が起こった。
2009年の初戦は連覇がかかったアメリカジョッキークラブカップから始動したが、ネヴァブションの2着に敗れた。続く中山記念では5着だった。その後、半年の休養を挟んで8月30日の新潟記念に出走。後方から追い込んでくるも4着だった。その後、天皇賞（秋）ではいいところなく8着に敗れた。続くジャパンカップでは後方から脚を伸ばすもののウオッカの5着に敗れた。続いて第54回有馬記念に11番人気で出走。出遅れたこのレースの勝ち馬ドリームジャーニーに変わってすぐさま最後方に控え、直線では驚異の末脚を見せ2年連続で3着に入った。
2010年、9歳になっても現役続行。初戦の日経賞では後方追走から直線で外から追い込んでマイネルキッツの2着に入った。しかし本番の天皇賞（春）では2周目4コーナーで不利を受けたこともあり終始後方のまま17着と大敗した。5月7日に右第1指骨剥離骨折が判明したと発表、休養に入った。
2011年、京王杯スプリングカップに出走予定だったが、追い切り時に左前浅屈腱不全断裂を発症し競走能力喪失。引退に追い込まれた。
2012年から韓国で種牡馬入りする。2023年、2021年頃に死去したことがTwitterにて告発された。なお種牡馬として所有しているオーナーの意向により非公表としており、事実を周知した競走馬を管理する部署から何度も死亡公表を勧告（法的拘束力なし）するよう要請されていた。

## 競走成績
| 競走日 | 競走日 | 競走日 | 競馬場 | 競走名           | 格       | 頭 数 | 枠 番 | 馬 番 | オッズ （人気） | 着順 | 騎手     | 斤量 [kg] | 距離（馬場）  | タイム （上り3F） | タイム 差 | 1着馬（2着馬）         |
| ------ | ------ | ------ | ------ | ---------------- | -------- | ----- | ----- | ----- | --------------- | ---- | -------- | --------- | ------------- | ----------------- | --------- | ---------------------- |
| 2003.  | 11.    | 1      | 東京   | 2歳新馬          |          | 13    | 7     | 10    | 04.30（2人）    | 02着 | O.ペリエ | 55        | 芝1600m（良） | 1:37.8（34.5）    | 0.1       | エプソムアルテマ       |
|        | 11.    | 22     | 東京   | 2歳未勝利        |          | 18    | 7     | 13    | 03.00（2人）    | 01着 | O.ペリエ | 55        | 芝1800m（稍） | 1:49.9（35.6）    | -0.4      | （ローズオットー）     |
|        | 12.    | 28     | 中山   | ホープフルS      | OP       | 14    | 2     | 2     | 05.50（3人）    | 01着 | O.ペリエ | 55        | 芝2000m（良） | 2:02.1（35.5）    | -0.1      | （ヤマニンアラバスタ） |
| 2004.  | 9.     | 19     | 中山   | セントライト記念 | GII      | 15    | 6     | 11    | 13.70（4人）    | 06着 | 後藤浩輝 | 56        | 芝2200m（良） | 2:11.0（35.7）    | 0.9       | コスモバルク           |
|        | 10.    | 24     | 東京   | テレビ静岡賞     | 1600万下 | 13    | 4     | 5     | 02.10（1人）    | 01着 | 後藤浩輝 | 55        | 芝1800m（良） | 1.48.1（33.6）    | -0.3      | （アサクサキニナル）   |
|        | 11.    | 27     | 京都   | 京阪杯           | GIII     | 17    | 8     | 15    | 06.60（3人）    | 03着 | 後藤浩輝 | 54        | 芝1800m（良） | 1.46.7（33.9）    | 0.4       | ダイワエルシエーロ     |
| 2005.  | 1.     | 23     | 中山   | AJCC             | GII      | 13    | 7     | 11    | 04.40（3人）    | 02着 | 後藤浩輝 | 56        | 芝2200m（良） | 2.11.6（35.6）    | 0.2       | クラフトワーク         |
|        | 2.     | 27     | 中山   | 中山記念         | GII      | 14    | 3     | 4     | 03.10（1人）    | 04着 | 後藤浩輝 | 56        | 芝1800m（良） | 1.47.2（34.9）    | 0.7       | バランスオブゲーム     |
| 2006.  | 2.     | 4      | 東京   | 白富士S          | OP       | 13    | 4     | 6     | 07.40（4人）    | 01着 | 後藤浩輝 | 56        | 芝2000m（良） | 2.01.3（33.9）    | 0.0       | （コスモオースティン） |
|        | 3.     | 5      | 中京   | 中京記念         | GIII     | 13    | 6     | 9     | 04.20（1人）    | 04着 | 後藤浩輝 | 56        | 芝2000m（良） | 1.58.5（36.5）    | 0.3       | マチカネオーラ         |
|        | 6.     | 25     | 福島   | 福島テレビOP     | OP       | 15    | 8     | 15    | 01.70（1人）    | 01着 | 後藤浩輝 | 56        | 芝1800m（良） | 1.47.8（34.0）    | 0.0       | （ダイワバンディット） |
|        | 7.     | 23     | 函館   | 函館記念         | GIII     | 16    | 2     | 4     | 05.20（2人）    | 02着 | 後藤浩輝 | 57        | 芝2000m（稍） | 2.05.3（39.2）    | 0.2       | エリモハリアー         |
|        | 9.     | 24     | 中山   | オールカマー     | GII      | 15    | 8     | 14    | 04.00（1人）    | 05着 | 後藤浩輝 | 57        | 芝2200m（良） | 2.12.2（35.4）    | 0.1       | バランスオブゲーム     |
|        | 10.    | 21     | 東京   | 富士S            | GIII     | 18    | 8     | 16    | 04.80（2人）    | 02着 | 安藤勝己 | 56        | 芝1600m（良） | 1.32.9（33.3）    | 0.1       | キネティクス           |
|        | 11.    | 26     | 東京   | キャピタルS      | OP       | 14    | 3     | 4     | 01.60（1人）    | 01着 | 安藤勝己 | 56        | 芝1600m（良） | 1.35.0（33.5）    | -0.1      | （ブラックバースピン） |
| 2007.  | 1.     | 27     | 東京   | 東京新聞杯       | GIII     | 15    | 2     | 4     | 02.90（2人）    | 02着 | 安藤勝己 | 57        | 芝1600m（良） | 1.32.8（33.3）    | 0.1       | スズカフェニックス     |
|        | 2.     | 25     | 中山   | 中山記念         | GII      | 16    | 5     | 9     | 04.80（3人）    | 02着 | 横山典弘 | 58        | 芝1800m（良） | 1.47.4（34.9）    | 0.2       | ローエングリン         |
|        | 4.     | 14     | 阪神   | マイラーズC      | GII      | 15    | 3     | 4     | 01.60（1人）    | 11着 | 横山典弘 | 57        | 芝1600m（良） | 1.33.8（33.8）    | 1.6       | コンゴウリキシオー     |
|        | 6.     | 3      | 東京   | 安田記念         | GI       | 18    | 7     | 13    | 13.20（5人）    | 16着 | 横山典弘 | 58        | 芝1600m（良） | 1.33.6（35.1）    | 1.3       | ダイワメジャー         |
|        | 10.    | 20     | 東京   | 富士S            | GIII     | 18    | 4     | 7     | 04.20（1人）    | 04着 | 安藤勝己 | 56        | 芝1600m（良） | 1.33.4（33.4）    | 0.1       | マイネルシーガル       |
|        | 11.    | 26     | 東京   | キャピタルS      | OP       | 18    | 3     | 6     | 02.00（1人）    | 02着 | 安藤勝己 | 56        | 芝1600m（良） | 1.32.8（33.1）    | 0.1       | キンシャサノキセキ     |
| 2008.  | 1.     | 5      | 中山   | 中山金杯         | GIII     | 16    | 8     | 15    | 06.10（2人）    | 02着 | 後藤浩輝 | 57        | 芝2000m（良） | 2.01.0（34.6）    | 0.3       | アドマイヤフジ         |
|        | 1.     | 27     | 中山   | AJCC             | JpnII    | 16    | 3     | 5     | 06.10（3人）    | 01着 | 後藤浩輝 | 57        | 芝2200m（良） | 2.13.6（35.4）    | -0.2      | （トウショウナイト）   |
|        | 3.     | 2      | 中山   | 中山記念         | GII      | 16    | 3     | 5     | 03.10（1人）    | 03着 | 後藤浩輝 | 58        | 芝1800m（良） | 1.47.8（34.1）    | 0.5       | カンパニー             |
|        | 6.     | 8      | 東京   | 安田記念         | GI       | 18    | 7     | 14    | 19.90（6人）    | 04着 | 後藤浩輝 | 58        | 芝1600m（良） | 1.33.4（34.0）    | 0.7       | ウオッカ               |
|        | 6.     | 29     | 阪神   | 宝塚記念         | GI       | 14    | 8     | 14    | 36.3（10人）    | 07着 | 後藤浩輝 | 58        | 芝2200m（重） | 2.15.9（37.3）    | 0.6       | エイシンデピュティ     |
|        | 9.     | 28     | 中山   | オールカマー     | GII      | 14    | 4     | 6     | 08.40（2人）    | 05着 | 後藤浩輝 | 58        | 芝2200m（良） | 2.12.8（35.5）    | 0.8       | マツリダゴッホ         |
|        | 11.    | 2      | 東京   | 天皇賞（秋）     | GI       | 17    | 2     | 3     | 33.60（8人）    | 05着 | 後藤浩輝 | 58        | 芝2000m（良） | 1.57.3（34.4）    | 0.1       | ウオッカ               |
|        | 12.    | 28     | 中山   | 有馬記念         | GI       | 14    | 4     | 6     | 36.1（10人）    | 03着 | 後藤浩輝 | 57        | 芝2500m（良） | 2.31.9（36.4）    | 0.4       | ダイワスカーレット     |
| 2009.  | 1.     | 25     | 中山   | AJCC             | GII      | 13    | 5     | 6     | 04.50（2人）    | 02着 | 後藤浩輝 | 58        | 芝2200m（良） | 2.14.3（35.5）    | 0.4       | ネヴァブション         |
|        | 3.     | 1      | 中山   | 中山記念         | GII      | 10    | 7     | 7     | 04.50（3人）    | 05着 | 後藤浩輝 | 57        | 芝1800m（稍） | 1.49.5（34.8）    | 0.3       | カンパニー             |
|        | 8.     | 30     | 新潟   | 新潟記念         | GIII     | 18    | 8     | 16    | 07.50（3人）    | 04着 | 後藤浩輝 | 58        | 芝2000m（良） | 1.59.7（32.7）    | 0.1       | ホッコーパドゥシャ     |
|        | 11.    | 1      | 東京   | 天皇賞（秋）     | GI       | 18    | 8     | 18    | 67.4（12人）    | 08着 | 後藤浩輝 | 58        | 芝2000m（良） | 1.58.2（33.8）    | 1.0       | カンパニー             |
|        | 11.    | 29     | 東京   | ジャパンC        | GI       | 18    | 2     | 3     | 44.8（11人）    | 05着 | 後藤浩輝 | 57        | 芝2400m（良） | 2.23.0（35.0）    | 0.6       | ウオッカ               |
|        | 12.    | 27     | 中山   | 有馬記念         | GI       | 16    | 3     | 6     | 32.0（11人）    | 03着 | 後藤浩輝 | 57        | 芝2500m（良） | 2.30.8（35.7）    | 0.8       | ドリームジャーニー     |
| 2010.  | 3.     | 27     | 中山   | 日経賞           | GII      | 15    | 5     | 8     | 07.20（4人）    | 02着 | 戸崎圭太 | 57        | 芝2500m（稍） | 2.34.2（34.8）    | 0.1       | マイネルキッツ         |
|        | 5.     | 2      | 京都   | 天皇賞（春）     | GI       | 18    | 7     | 15    | 20.60（9人）    | 17着 | 戸崎圭太 | 58        | 芝3200m（良） | 3.20.3（37.7）    | 4.6       | ジャガーメイル         |

## 血統表
| エアシェイディの血統サンデーサイレンス系（ヘイルトゥリーズン系）／（Almahmoud4×5=9.38% Lady Angela4×5=9.38%（母内）） | エアシェイディの血統サンデーサイレンス系（ヘイルトゥリーズン系）／（Almahmoud4×5=9.38% Lady Angela4×5=9.38%（母内）） | エアシェイディの血統サンデーサイレンス系（ヘイルトゥリーズン系）／（Almahmoud4×5=9.38% Lady Angela4×5=9.38%（母内）） | （血統表の出典）       | （血統表の出典） |
| 父 *サンデーサイレンス Sunday Silence 1986 青鹿毛                                                                     | 父の父Halo 1969 黒鹿毛                                                                                                | Hail to Reason | Turn-to                | Turn-to          |
| 父 *サンデーサイレンス Sunday Silence 1986 青鹿毛                                                                     | 父の父Halo 1969 黒鹿毛                                                                                                | Hail to Reason | Nothirdchance          |                  |
| 父 *サンデーサイレンス Sunday Silence 1986 青鹿毛                                                                     | 父の父Halo 1969 黒鹿毛                                                                                                | Cosmah | Cosmic Bomb            | Cosmic Bomb      |
| 父 *サンデーサイレンス Sunday Silence 1986 青鹿毛                                                                     | 父の父Halo 1969 黒鹿毛                                                                                                | Cosmah | Almahmoud              |                  |
| 父 *サンデーサイレンス Sunday Silence 1986 青鹿毛                                                                     | 父の母Wishing Well 1975 鹿毛                                                                                          | Understanding | Promised Land          | Promised Land    |
| 父 *サンデーサイレンス Sunday Silence 1986 青鹿毛                                                                     | 父の母Wishing Well 1975 鹿毛                                                                                          | Understanding | Pretty Ways            |                  |
| 父 *サンデーサイレンス Sunday Silence 1986 青鹿毛                                                                     | 父の母Wishing Well 1975 鹿毛                                                                                          | Mountain Flower | Montparnasse           | Montparnasse     |
| 父 *サンデーサイレンス Sunday Silence 1986 青鹿毛                                                                     | 父の母Wishing Well 1975 鹿毛                                                                                          | Mountain Flower | Edelweiss              |                  |
| 母 エアデジャヴー 1995 鹿毛                                                                                           | 母の父*ノーザンテースト Northern Taste 1971 栗毛                                                                      | Northern Dancer | Nearctic               | Nearctic         |
| 母 エアデジャヴー 1995 鹿毛                                                                                           | 母の父*ノーザンテースト Northern Taste 1971 栗毛                                                                      | Northern Dancer | Natalma                |                  |
| 母 エアデジャヴー 1995 鹿毛                                                                                           | 母の父*ノーザンテースト Northern Taste 1971 栗毛                                                                      | Lady Victoria | Victoria Park          | Victoria Park    |
| 母 エアデジャヴー 1995 鹿毛                                                                                           | 母の父*ノーザンテースト Northern Taste 1971 栗毛                                                                      | Lady Victoria | Lady Angela            |                  |
| 母 エアデジャヴー 1995 鹿毛                                                                                           | 母の母*アイドリームドアドリーム I Dreamed a Dream 1987 鹿毛                                                           | Well Decorated | Raja Baba              | Raja Baba        |
| 母 エアデジャヴー 1995 鹿毛                                                                                           | 母の母*アイドリームドアドリーム I Dreamed a Dream 1987 鹿毛                                                           | Well Decorated | Paris Breeze           |                  |
| 母 エアデジャヴー 1995 鹿毛                                                                                           | 母の母*アイドリームドアドリーム I Dreamed a Dream 1987 鹿毛                                                           | Hidden Trail | Gleaming               | Gleaming         |
| 母 エアデジャヴー 1995 鹿毛                                                                                           | 母の母*アイドリームドアドリーム I Dreamed a Dream 1987 鹿毛                                                           | Hidden Trail | Tobacco Trail F-No.4-r |                  |